# Mutisme actif

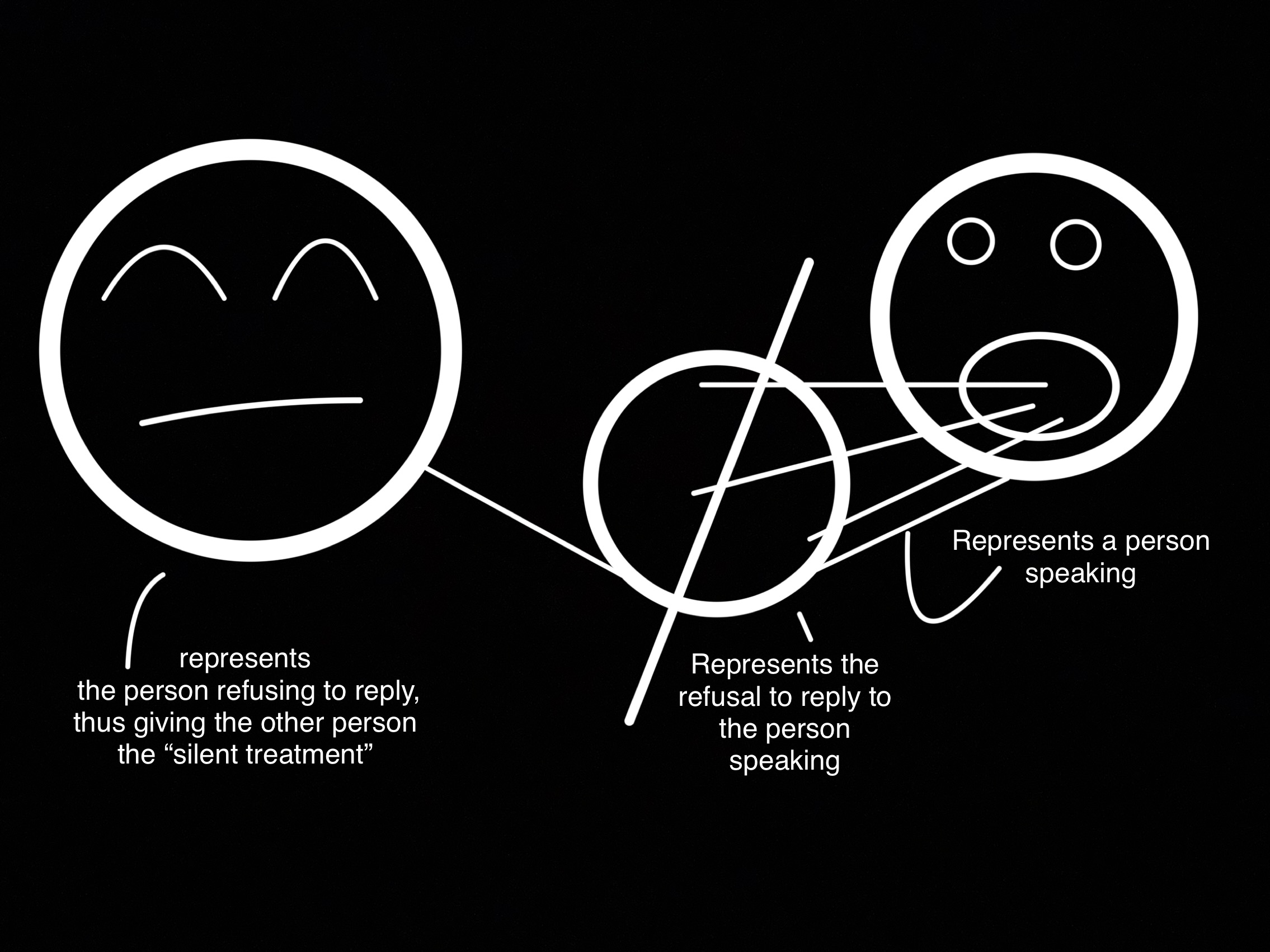
Fonctionnement schématique du mutisme actif.

Le mutisme actif, parfois nommé supplice du silence ou traitement silencieux (par calque de l'anglais silent treatment), est une forme de blocage communicationnel par lequel une personne refuse de communiquer verbalement et électroniquement avec une personne désireuse de communiquer et d'obtenir une réponse.
Le mutisme actif peut aller de la simple bouderie à un comportement malveillant de contrôle abusif. Il peut s'agir d'une forme passive-agressive de violence psychologique dans laquelle le mécontentement, la désapprobation et le mépris sont manifestés par des gestes non verbaux tout en gardant le silence. La psychologue clinicienne Harriet Braiker l'identifie comme une forme de punition manipulatrice. Le mutisme actif peut être utilisé comme une forme de rejet social; selon le psychologue social Kipling Williams, il s'agit de la forme la plus courante d'ostracisme.